# کوه گل
کوه گول نام قسمتی از طبیعت دنا واقع در نزدیکی شهر سیسخت در استان کهگیلویه و بویراحمد کنار روستای دهشیخ سیتی  است که دارای چشمه‌های آب معدنی، دریاچه‌های فصلی و دامنه‌های پوشیده از گُل است و همچنین نام رودخانه‌ای که از چشمه‌های فوق سرچشمه می‌گیرد. کوه گول در زبان محلی مردم سی سخت به معنای کوهی است که دارای چندین دریاچه و تالاب کوچک است ولی متأسفانه امروزه در پی بی‌توجهی به زبان و گویش مردم محلی منطقه که در ابتدا همین مردم اسم کُه گول را انتخاب کرده بودند و هنوز هم توسط مردم محلی استفاده می‌شود، به اشتباه اسم کوه گل استفاده می‌شود که این اسم صحیح نیست. دریاچه‌های فصلی این منطقه در اواخر زمستان و تا اوایل بهار بر اثر بارش باران و ذوب شدن برف‌هایی که بر ارتفاعات دنا جای خوش کرده‌اند پر از آب می‌شوند و تا اواخر تابستان تقریباً خشک می‌شوند. دریاچه کوه گل که در همین ناحیه واقع شده، یکی از زیباترین جاذبه‌های طبیعی این منطقه به‌شمار می‌رود. این دریاچه با مساحتی حدود نیم هکتار و عمقی برابر ۱۵ متر، باعث پدید آمدن طبیعت و اکوسیستم جذابی در اطراف خود شده‌است. دربارهٔ تنگ کوه گل هم باید گفت که از نظر پوشش گیاهی و جانوری غنی‌ترین منطقه دنای شرقی محسوب می‌شود. در طول تابستان می‌توان پرندگان مهاجری همچون مرغابی، اردک کله سبز، درنا، لک لک، حواصیل، چنگر، خروس کولی و پرندگانی بومی دیگر را در این منطقه مشاهده کرد. طبیعت این منطقه شامل گیاهانی مانند گل شقایق، آویشن، قارچ کوهی، چویل، بابونه، نعناع کوهی، ریواس، جاشیر و پونه کوهی می‌شود. از دیگر جاذبه‌های کوه گل می‌توان به دشت لاله‌های واژگون، آبشار تنگه نمک، چشمه سردو و منطقه حفاظت شده دنا اشاره کرد که همه این‌ها به همراه خود دریاچه و برف‌هایی که بر روی قله‌ها نشسته‌اند یکی از زیباترین نقاط ایران را پدیدآورده‌اند.